# Herb Chojnowa
Herb Chojnowa – jeden z symboli miasta Chojnów w postaci herbu.

## Wygląd i symbolika
Herb przedstawia na błękitnej tarczy herbowej blankowany, ceglany mur miejski z trzema blankowanymi basztami koloru srebrnego (białego). Wszystkie baszty mają czerwone stożkowe dachy. Środkowa jest nieco wyższa od pozostałych i posiada dwa okna w układzie jedno nad drugim, a boczne baszty – po jednym oknie. Pomiędzy dachami baszt prawej (heraldycznie) i środkowej - złote słońce z dwunastoma promieniami. Pomiędzy dachami baszt środkowej i lewej (heraldycznie) – srebrny księżyc, skierowany barkiem w lewo. W bramie orzeł dolnośląski na złotym (żółtym) tle.

## Historia
Herb używany od XIV wieku, przy czym często spotykane są drobne zmiany wizerunku.